# Jan Laskowski (polityk)
Jan Laskowski (ur. 25 września 1935 w Lipinkach, zm. 9 sierpnia 2018 w Olsztynie) – polski polityk, poseł na Sejm PRL IX kadencji.

## Życiorys
Syn Józefa i Walerii. Działał m.in. w Związku Młodzieży Polskiej i w Związku Harcerstwa Polskiego.
W 1954 wstąpił do Polskiej Zjednoczonej Partii Robotniczej. W 1965 ukończył studia na Wydziale Ekonomicznym Wyższej Szkoły Nauk Społecznych przy KC PZPR i podjął pracę w aparacie partyjnym (sprawował m.in. stanowiska kierownicze). W 1970 objął funkcję dyrektora Iławskich Zakładów Naprawy Samochodów. Pełnił funkcję I sekretarza Komitetu Wojewódzkiego PZPR w Olsztynie. Był radnym Miejskiej Rady Narodowej w Iławie, a w latach 1985–1989 posłem na Sejm PRL IX kadencji w okręgu Olsztyn, zasiadając w Komisji Współpracy Gospodarczej z Zagranicą. Był I sekretarzem Komitetu Wojewódzkiego PZPR w Olsztynie. W latach 1986–1989 był członkiem Ogólnopolskiego Komitetu Grunwaldzkiego. Zasiadał także w Radzie Wojewódzkiej PRON, ponadto przewodniczył Wojewódzkiej Radzie Przyjaciół Harcerstwa. Od 1987 do 1990 był głównym inspektorem pracy. Za jego kadencji ustanowiono honorową odznakę „Za zasługi dla ochrony pracy” oraz nagrodę im. Haliny Krahelskiej za osiągnięcia w dziedzinie ochrony pracy.
Pochowany na cmentarzu komunalnym w Iławie.